# Аречавалета, Хосе
Хосе Аречавалета (исп. José Arechavaleta y Balpardo, 27 сентября 1838 — 16 июня 1912) — уругвайский ботаник испанского происхождения.

## Биография
Хосе Аречавалета родился в Бильбао 27 сентября 1838 года. С 17 лет жил в Уругвае.
В 1862 году он получил диплом фармацевта. Хосе Аречавалета был профессором ботаники и естественной истории на медицинском факультете Университета Республики в Монтевидео. С 1892 года — директор Национального музея в Монтевидео. Он внёс значительный вклад в ботанику, описав множество видов семенных растений.
Автор первых в стране научных работ по бактериологии, а также фундаментального труда «Уругвайская флора». В своих произведениях «Является ли теория эволюции гипотезой?» (1879) и «Заметки о некоторых низших организмах» (1882) отстаивал идеи эволюционизма. 
Хосе Аречавалета умер в Монтевидео 16 июня 1912 года.

## Научная деятельность
Хосе Аречавалета специализировался на семенных растениях.

## Научные работы
- Las Gramíneas uruguayas. 1898.
- Flora uruguaya. 1898—1906.